# Abra von Poitiers
Die heilige Abra von Poitiers (* um 339 oder ca. 342 in Poitiers; † 360 ebenda) war die Tochter von Hilarius von Poitiers.

## Leben
Ihr Vater Hilarius wuchs in einer wohlhabenden heidnischen Familie auf, studierte Philosophie und Rhetorik, um dann römischer Beamter zu werden. Im Jahr 345 ließ er sich wahrscheinlich mit Frau, aber sicher mit Tochter Abra taufen. Auf Anraten ihres Vaters legte Abra das Gelübde der Jungfräulichkeit ab. Sie ist für ihre selbstlose Arbeit unter den Armen in der Gegend um  Poitiers bekannt.
Sie wird in der römisch-katholischen Kirche als Heilige verehrt. Ihr Gedenktag ist der 12. Dezember.
Auf der Insel Korsika zwischen den Gemeinden Zigliara und Petreto-Bicchisano gibt es über den Fluss Taravo eine Brücke aus dem 15. Jahrhundert, die nach ihr benannt wurde.